# Battaglia di Verdun (1917)
La battaglia di Verdun del 1917 o la seconda battaglia di Verdun si svolse nella regione di Verdun, in Lorena, durante la prima guerra mondiale.
IL 20 agosto 1917, dopo una settimana di bombardamento da parte dell'artiglieria francese, l'armée de Verdun, agli ordini del generale Guillaumat, attaccò su entrambe le rive della Mosa, lungo un fronte di 18 chilometri: a destra vennero riconquistate la collina di Talou, Champneuville e quota 344; a sinistra ripresi il bosco di Mort-Homme, quello di Corbeaux, presso Avocourt, e il bosco di Cumières. Il giorno seguente venne preso il villaggio di Samogneux sulla riva destra mentre, sulla riva sinistra, fu conquistato il villaggio di Regnéville e la collina dell'Oie. Il 24, dopo aver respinto i contrattacchi tedeschi, venne conquistata quota 304, e il 26 il bosco delle Fosses insieme al bosco di Beaumont. Nel settembre, dopo la conquista del bosco di Caurières, l'Armée française aveva ripreso tutto il terreno perso nell'offensiva tedesca del 1916. I tentativi tedeschi, dei primi di ottobre, di riprendere il terreno perso si rivelarono fallimentari.

## Contesto
Il generale Pétain, il nuovo comandante in capo dal 17 maggio 1917, decise, per ristabilire il morale dell'esercito francese, di abbandonare le disastrose grandi offensive generali e di concentrarsi su settori ridotti del fronte ma con un'accurata preparazione di artiglieria, l'utilizzo dell'artiglieria pesante, finalmente disponibile in quantità rilevanti per l'esercito francese, e l'esteso ricorso alla ricognizione aerea.
Il 23 maggio Pétain diede l'avvio ai preparativi, condotti prevalentemente di notte nel tentativo di sfuggire all'osservazione nemica, ma l'imponenza dei mezzi impiegati non sfuggì agli osservatori tedeschi che organizzarono un attacco preventivo per il 28 giugno.
L'attacco si ripeté il giorno seguente, e nonostante le ingenti perdite le truppe francesi tennero le seconde linee per poi riprendere le posizioni iniziali con un contrattacco il 27 luglio.
L'esercito francese mise in campo, dopo averla subita dai tedeschi nell'offensiva del 1916, una vasta campagna di ricognizione fotografica aerea. A ogni grande unità era assegnata una sezione di osservazione dotata di un pallone frenato.  L'A.L.G.P. (artiglieria pesante di grande potenza) utilizzò, per l'osservazione del tiro, due palloni frenati del tipo Caquot. In totale, lungo il fronte dell'attacco vennero tenuti in volo 21 palloni frenati.

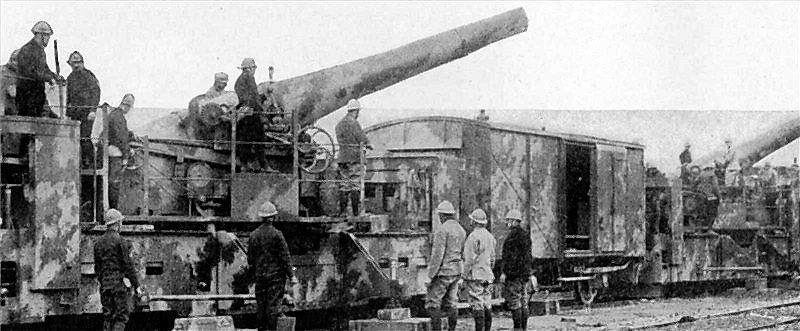
Obici ferroviari da 240 mm, canon de 24 C modèle 1876, sul fronte di Verdun, 1917.

La presenza massiccia dell'artiglieria, 2200 pezzi in totale, oltre a 800 bombarde, superava in numero, in alcuni settori del fronte d'attacco, la fanteria, con gli artiglieri in numero doppio rispetto ai fanti.
Le posizioni tedesche erano ben tenute con numerose opere di fortificazione, e sulla collina del Mort-Homme erano stati costruiti, dall'estate del 1916, tre tunnel per collegare le prime linee con le retrovie, completati nel maggio 1917. Il tunnel Kronprintz era lungo quasi un chilometro, e dotato di cucine, alloggiamenti e generatori di corrente;  il Bismarck, poco più di 500 metri, era solo un passaggio coperto dall'uscita del Kronprintz verso la prima linea; infine, il tunnel Gallwitz, sul lato nord della collina del Mort-Homme, più corto ma con le stesse caratteristiche del Kronprintz.

## Ordine di battaglia

### Armée française
2e armée
Riva sinistra
- 13e corps d'armée
  - 25e division d'infanterie, 26e division d'infanterie
- 16e corps d'armée
  - 31e division d'infanterie, 32e division d'infanterie
- Division marocaine

Riva destra:
- 15e corps d'armée
  - 126e division d'infanterie, 123e division d'infanterie
- 32e corps d'armée
  - 40e division d'infanterie, 42e division d'infanterie, 165e division d'infanterie
- Artiglieria pesante (Artillerie lourde à grande puissance): 73e régiment d'artillerie, 74e, 77e, 78e;

Forze aeree
- Escadrille 210 equipaggiata con 10 Breguet 14 A.2 e 5 Letord 1
- Escadrille 213 con 10 Breguet 14 A.2 e 5 Letord 1

### Deutsches Heer
Deutsches Heer 5. Armee
Riva sinistra tra Avocourt e la Mosa
VII. Armee-Korps
- 2. Landwehr-Division
- 206. Infanterie-Division
- 213. Infanterie-Division
- 6. Reserve-Division

Riva destra, tra la Mosa ed Étain
V. Reserve-Korps
- 28. Reserve-Division
- 25. Reserve-Division
- 228. Infanterie-Division
- 28. Infanterie-Division
- 12. Reserve-Division
  - 4 divisioni in riserva
- 29. Reserve-Division
- 48. Reserve-Division
- 80. Reserve-Division
- 46. Reserve-Division
  - 400 batterie

## La battaglia

### Riva sinistra

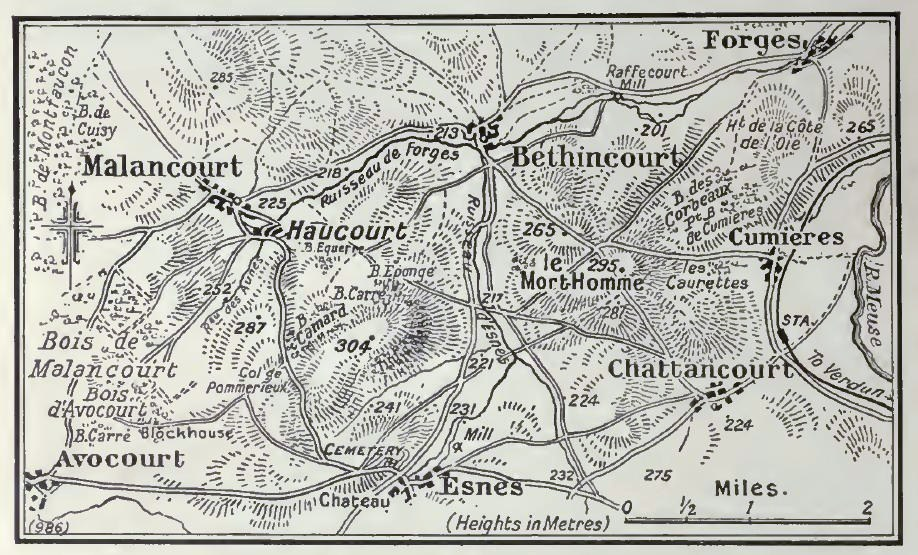
Verdun, riva sinistra, 1917

All'ala più occidentale del fronte il 13º corpo d'armata del generale Henri Linder aveva il compito più difficile, la conquista di quota 304, trasformata in un inferno di crateri pieni d'acqua ed esposta all'osservazione e al tiro delle batterie tedesche piazzate sulla collina di Mountfaucon; per questo Linder rinunciò a un assalto diretto e mise in atto una manovra di aggiramento a nord del ruscello delle Forges, circondando la collina 304 per poi assalire la quota il 24 sera, al prezzo di 4000 perdite tra morti e feriti. A destra, accanto al 16º corpo d'armata del generale Corvisart, l'81º reggimento riconquistò l'altura del Mort-Homme. I due tunnel, Bismarck e Kronprintz, devastati dal tiro degli obici francesi da 400 mm, furono superati dall'assalto, gli occupanti superstiti si arresero e furono fatti prigionieri; anche il tunnel Gallwitz, bombardato dagli obici da 370 mm Filloux, viene conquistato dalla division marocaine del generale Degoutte che, attaccando alla destra del 16º corpo, conquistò il bosco di Corbeaux, mentre il Régiment de marche de la Légion étrangère conquistò il villaggio di Cumières e, superando l'obiettivo finale assegnatoli, la collina dell'Oie e il villaggio di Regnéville.

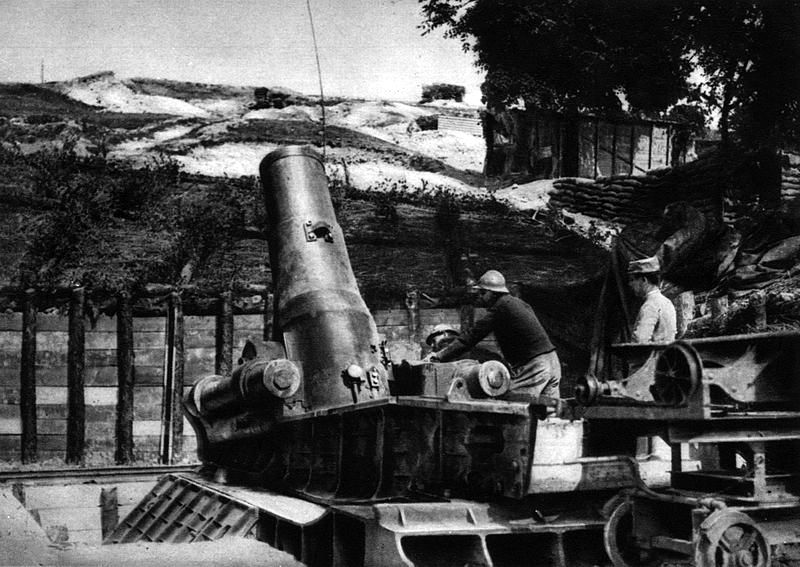
Mortier de 370 modèle 1914 Filloux, Proyart, 1917

### Riva destra

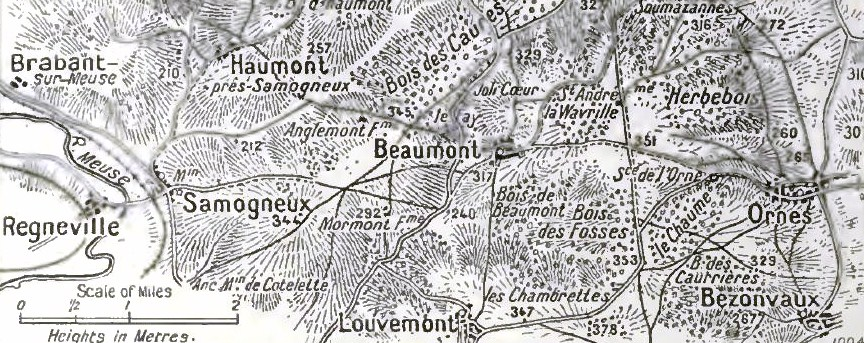
Riva destra della Mosa, Verdun, 1917

Il 15º corpo d'armata del generale de Fonclare fu impegnato tra Vacherauville e Louvemont. La 126ª divisione s'impadronì della collina di Talou e di Samogneux, mentre la 123ª occupò le colline 326 e 344. Nonostante i contrattacchi e lo sbarramento d'artiglieria tedesco proveniente dal Bois des Caures, il 32º corpo d'armata del generale Passaga prese facilmente il Bois des Fosses, dove le difese tedesche erano state devastate dall'artiglieria francese, e l'8 settembre si impadronì del bosco di Caurières.

#### Consolidamento

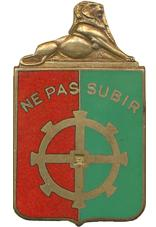
Insegna della 14e division d’Infanterie

Sulla riva destra la nuova linea francese rimaneva vulnerabile ad attacchi locali tedeschi creando una zona di attrito, costantemente contesa. Il 32º corpo d'armata riprese l'attacco all'alba del 26 agosto e, dopo una breve preparazione di artiglieria, lanciò un attacco verso il villaggio di Beumont, raggiunto ma non tenuto per la reazione tedesca. Anche di fronte alla quota 344 e 326, conquistate dai francesi, la linea di massima resistenza tedesca non era stata conquistata, ponendo le cime alla portata dei contrattacchi tedeschi. Per consolidare queste posizioni il 7 settembre fu portato un attacco da parte della 14ª divisione, che rimpiazzava la 123ª ormai esausta. La divisione riuscì a conquistare gran parte della linea tedesca, denominata Tranchée de Trèves. Due giorni dopo un contrattacco tedesco riprese la linea e travolse le truppe francesi, riprendendo quota 344. I francesi ricorsero alle riserve e con un sanguinoso contrattacco ripresero le posizioni conquistate il 7 settembre.

Le colline 344 e 326 erano continuamente esposte ai contrattacchi tedeschi, così i generali Guillaumat e Passaga avrebbero voluto continuare l'avanzata, ma Pétain e Fayolle non volevano proseguire nella guerra d'attrito e il 18 settembre sospesero le operazioni.

## Conseguenze
L'operazione del 20 agosto 1917 a Verdun resta, con l'attacco al Malmaison condotto due mesi dopo, uno degli esempi più riusciti di attacchi locali con obiettivi limitati. L'offensiva consumò in 7 giorni 120 000 tonnellate di munizioni pari al tiro di 4 milioni di proiettili corrispondenti a 6 tonnellate di acciaio per ogni metro del fronte, per un costo di 700 milioni di franchi dell'epoca.
La seconda battaglia di Verdun rimane la prima vittoriosa offensiva francese nella prima guerra mondiale.